# Coopertown
Coopertown est une municipalité américaine située dans le comté de Robertson au Tennessee.
Selon le recensement de 2010, Coopertown compte 4 278 habitants. La municipalité s'étend sur 31,49 milles carrés (81,56 km2).
La localité est d'abord nommée Naive's Crossroads, en l'honneur de David Naive qui s'y installe vers 1825. Elle est par la suite renommée Coopertown (« la ville des tonneliers ») en raison de ses nombreux habitants qui fabriquaient des tonneaux pour la distillerie des moulins de la Red River,. Coopertown devient une municipalité en 1996. Elle est aujourd'hui une cité-dortoir de l'agglomération de Nashville.